# Середня Ока
Середня Ока́ (рос. Средняя Ока, башк. Урта Аҡа) — присілок у складі Мечетлінського району Башкортостану, Росія. Входить до складу Великоокинської сільської ради.
Населення — 319 осіб (2010; 327 у 2002).
Національний склад:
- татари — 56 %
- башкири — 43 %